# Rederiaktiebolaget Banco

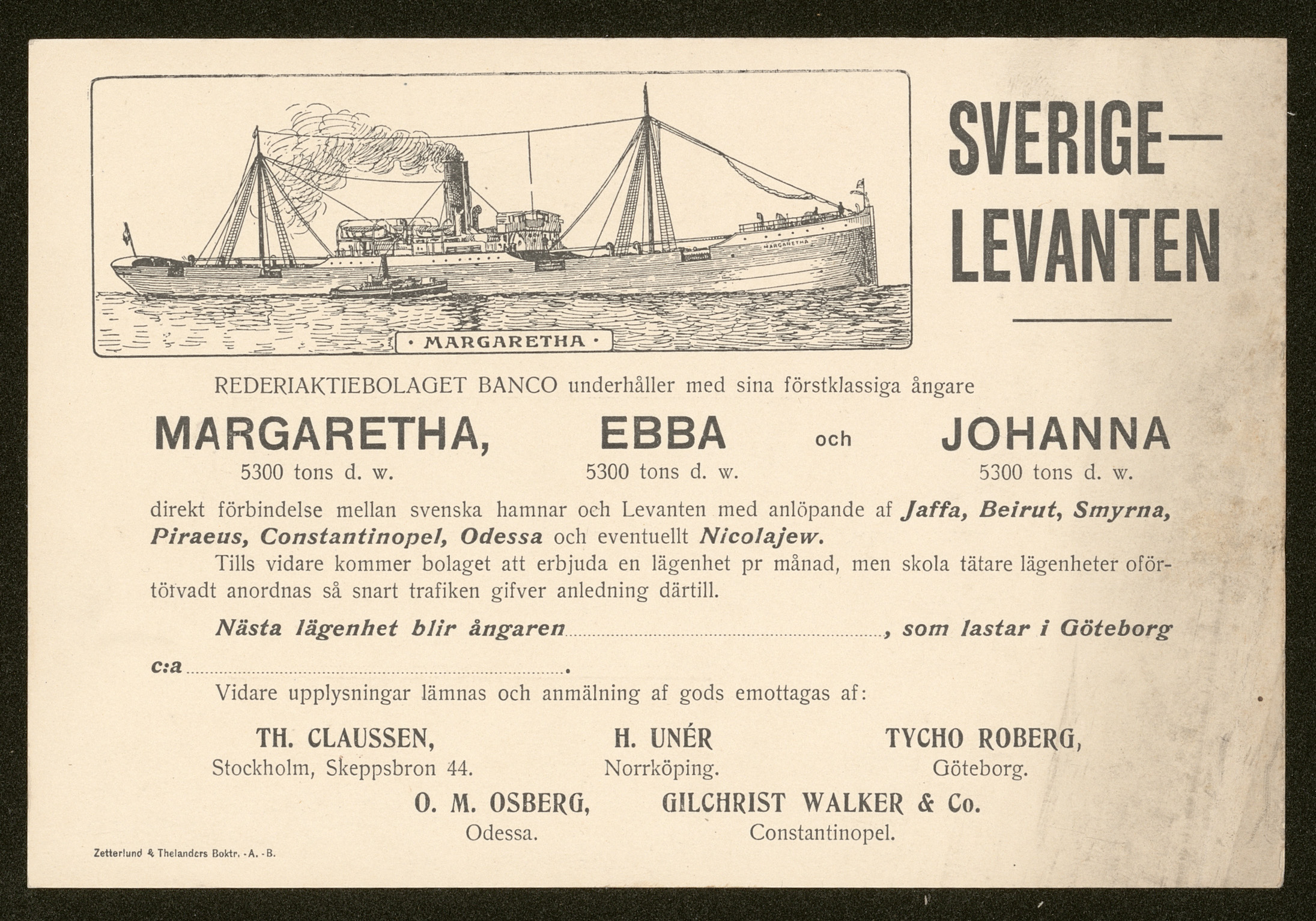
Reklam för Rederiaktiebolaget Bancos Levantentrafik.

Rederiaktiebolaget Banco bildades 15 april 1905 med ett aktiekapital av 335 000:–. Huvudägare var sjökapten Bror Martin Banck (1850–1934). Efter några år som verkställande direktör efterträddes han av sonen Carl Johan Banck (1876–1944).
Redan i februari 1905 inköpte Carl Johan Banck för rederiets räkning ångfartyget Guildhall (byggt 1882) från England. Namnet ändrades 1905-03-20 till Banco. I december samma år grundstötte Banco på väg till Svarta Havet i närheten av Molivos, Grekland, och gick till botten.
År 1905 inköptes även ångaren Nord (byggd 1884) med en lastkapacitet av 3 300 DWT. Även Nord gick förlorad efter kort tid, då den strandade vid Salhammars rev utanför Bornholm under svår dimma i maj 1906. Efter hand införskaffades flera fartyg, bland andra Ebba, Margaretha, Augusta, Johanna.
År 1911 etablerade Rederiaktiebolaget Banco trafik mellan Sverige och Levanten genom den så kallade Levantenlinjen. Från början sattes tre ångare in: Margaretha, Johanna och Ebba. Linjens ombud i Göteborg var firman Tycho Roberg. Linjen konkurrerade bl.a. med Broströmskoncernen från Göteborg.
År 1916 efterträddes Carl Johan Banck av Alrik Sundén-Cullberg som direktör i bolaget.
Ett dotterbolag, Rederiaktiebolaget Orient, var verksamt under perioden 1915–1921.
Vid en extra bolagsstämma med aktieägarna i rederiaktiebolaget Banco 1918-09-10 beslöts enhälligt om bolagets upplösning. Det dröjde emellertid ända till 1928 innan likvidationen avslutades.
Arkiven från Rederiaktiebolaget Banco och Rederiaktiebolaget Orient förvaras båda på Riksarkivet i Lund.